# Pattada
Pattada är en ort och kommun i provinsen Sassari i regionen Sardinien i Italien. Kommunen hade 3 048 invånare (2017).